# Veselé (district de Piešťany)
Pour les articles homonymes, voir Veselé.
Veselé (en allemand : Wessele) est un village du district de Piešťany, dans la région de Trnava, en Slovaquie.

## Histoire
La première mention écrite du village date de 1390.

## Démographie

### Évolution de la population
| Année:               | 1994. | 2004.   | 2014.   | 2024.   |
| -------------------- | ----- | ------- | ------- | ------- |
| Nombre de personnes: | 1088  | 1125    | 1191    | 1246    |
| Différence:          |       | +3,40 % | +5,86 % | +4,61 % |

| Année:               | 2023. | 2024.   |
| -------------------- | ----- | ------- |
| Nombre de personnes: | 1239  | 1246    |
| Différence:          |       | +0,56 % |

## Personnalité
Veselé est le lieu de naissance de Mgr Štefan Moyses (1797-1869).